# Adam Słodowy
Adam Stanisław Słodowy (ur. 3 grudnia 1923 w Czarnkowie, zm. 10 grudnia 2019 w Warszawie) – polski popularyzator majsterkowania, autor i prowadzący program telewizyjny Zrób to sam (1959–1983), autor książek i scenariuszy, major Ludowego Wojska Polskiego.

## Życiorys
Urodził się w Czarnkowie nad Notecią w Wielkopolsce, w rodzinie Antoniego i Zofii z Winieckich. W rodzinnej miejscowości, w latach 1930–1937, uczęszczał do szkoły powszechnej. Następnie uczył się w gimnazjum w Bydgoszczy, gdzie kontynuował rozpoczętą jeszcze w Czarnkowie działalność harcerską.
Podczas okupacji niemieckiej w latach 1939–1944 pracował jako ślusarz w Fabryce Maszyn Rolniczych w Baczkach, 60 km od stolicy. W 1944 r. zgłosił się na ochotnika do wojska, wojnę ukończył w Szczecinie jako oficer artylerii. 
W latach 1946–1949 był kierownikiem referatu w Starostwie Powiatowym w Czarnkowie. Od 1950 do 1958 wykładał w Oficerskiej Szkole Artylerii Przeciwlotniczej w Koszalinie, po czym w Wojskowej Akademii Technicznej. Odszedł ze służby w stopniu majora.
Po opuszczeniu wojska zajął się popularyzacją majsterkowania. W 1958 na wystawie motoryzacyjnej zorganizowanej przez Wydawnictwa Komunikacyjne na Placu Konstytucji w Warszawie zaprezentował własnoręcznie wykonany w Czarnkowie samochód. Od 1959 r. pracował w TVP, gdzie początkowo konstruował urządzenia sceno-techniczne. Dla Teatru Telewizji przygotował obrotową scenę. Dla stacji wymyślił ponad 60 urządzeń usprawniających pracę. W latach 1961–1978 był redaktorem Naczelnej Redakcji Programów Oświatowych i Dziecięcych TVP. Znany był jako prezenter programu Zrób to sam. Był on częścią czwartkowego Ekranu z bratkiem, a potem niedzielnego Teleranka; Adam Słodowy prezentował w nim osobiście, jak z ogólnie dostępnych rzeczy (np. zużytych opakowań) można zrobić zabawki i przedmioty użytkowe. Program był nadawany przez 24 lata od 1959 r. do 1983 r., łącznie wyemitowano 505 odcinków. Prowadził też program telewizyjny Adam Słodowy w domowym warsztacie (Program II, 1979). W 1983 r. przeszedł na emeryturę.
Napisał ponad 10 książek poświęconych samodzielnemu majsterkowaniu, które bywały wznawiane, w tym Lubię majsterkować, przeznaczoną dla starszych odbiorców, zamieszczając niektóre informacje prezentowane wcześniej w telewizji, a także projekty nowych zabawek i urządzeń. Książka została przetłumaczona na języki obce, a jej łączny nakład wyniósł ponad 560 000 egzemplarzy. Napisał także książki o samochodach, dotyczące głównie obsługi i napraw pojazdów marki Škoda. Szacuje się, że łączny nakład publikacji książkowych Słodowego o majsterkowaniu wynosi 2,5 mln egzemplarzy.
Artykuły o majsterkowaniu publikował również w prasie, np. w miesięczniku Horyzonty Techniki dla dzieci, podpisując je inżynier Adam Słodowy.
Był autorem projektu witraży dla starostwa powiatowego w rodzinnej miejscowości.
Słodowy wraz z Romanem Huszczo był autorem scenariusza do serii dwudziestu filmów animowanych dla dzieci Pomysłowy Dobromir (1973–1975) i Pomysłowy wnuczek (1984–1988), a także filmu Śrubokręt i spółka (1976). Zagrał (przebrany za kobietę) w filmie Seksmisja epizodyczną rolę, w ramach której prowadził program telewizyjny ucząc o robieniu na drutach.
Jako senior wystąpił w kampanii reklamowej dla firmy rozprowadzającej artykuły budowlane, w 2004 w Zielonej Górze i w 2006 r. w Skierniewicach był gościem honorowym podczas otwarcia supermarketów budowlanych. Był konsultantem przy publikacji wydawnictw książkowych. Współuczestniczył w budowie samolotu w USA.
Pozytywnie o twórczości Słodowego wypowiadały się osoby spoza branży księgarskiej. 
Profesor Piotr Gliński, Minister Kultury i Dziedzictwa Narodowego, na wieść o śmierci prezentera stwierdził: „...Zamyka się pewien rozdział historii TV”.

## W kulturze
Działalność popularyzatorską Słodowego satyryk Ludwik Jerzy Kern utrwalił w swojej poezji opublikowanej w tygodniku Przekrój, a tygodnik Radio i Telewizja zamieścił parodię dotyczącą telewizyjnego programu. Osoba Adama Słodowego pojawiła się w dowcipach politycznych.

## Życie prywatne
Pradziadek Adama był stelmachem, budował powozy konne. Ojciec Adama Słodowego – Antoni, był naczelnikiem Urzędu Skarbowego oraz autorem książki o historii okolicy Czarnkowa: Krótki zarys dziejów powiatu czarnkowskiego i miasta Czarnkowa z roku 1926. Adam miał siostrę. W 1928 rodzina przeprowadziła się do nowo wybudowanego domu.
Pierwszą żoną Słodowego była Jadwiga z Komosińskich (1925–1968), mieli dwóch synów, pochodzących z Czarnkowa, którzy osiedlili się poza Polską: starszy – Piotr, matematyk i fizyk, mieszka w Australii w Melbourne, a młodszy – Wojciech, lekarz – w USA w Chicago. Po śmierci Jadwigi, drugą żoną została Bożenna z Kwiatkowskich, która pracowała jako operator światła w TVP. Małżeństwo mieszkało w Warszawie w mieszkaniu M3 i unikało medialnego rozgłosu.
W 2015 redaktor przeszedł udar. W lipcu 2019 media opublikowały nieprawdziwą informację o jego śmierci.
Adam Słodowy zmarł wieczorem 10 grudnia 2019 r., w wieku 96 lat. Został skremowany i 17 stycznia 2020 pochowany na cmentarzu Powązkowskim (kwatera 76-1-25).

## Twórczość

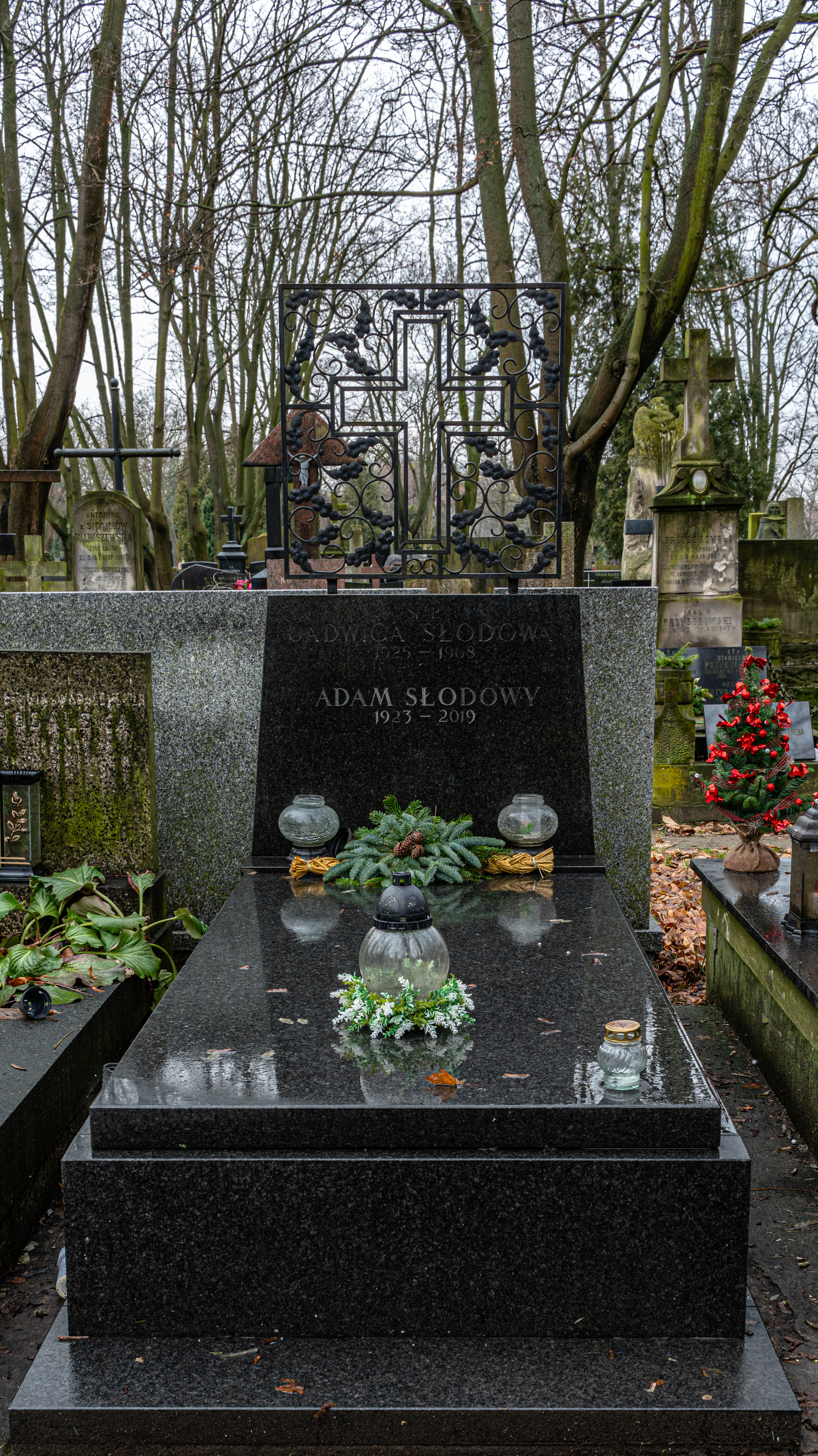
Grób Adama Słodowego na cmentarzu Powązkowskim

### Książki
na temat majsterkowania i motoryzacji
- Budowa samochodu amatorskiego 1958, Wydawnictwa Komunikacyjne
- Podręcznik kierowcy amatora 1959, 1960, 1962, 1963, 1964, 1966
- To wcale nie jest trudne 1963 Wydawnictwa Naukowo-Techniczne
- Umiem majstrować 1964, Nasza Księgarnia
- Budujemy przyczepki campingowe 1965, Wydawnictwa Komunikacji i Łączności
- Samochód bez tajemnic 1966, Wydawnictwa Komunikacji i Łączności
- Usprawniam własny samochód, 1971, Wydawnictwa Komunikacji i Łączności
- Lubię majsterkować 1973
- Jeżdżę samochodem Skoda S-100 i 1000 MB: technika jazdy, obsługa i usprawnienia, 1973, Wydawnictwa Komunikacji i Łączności
- Majsterkowanie dla każdego 1976, Wydawnictwa Naukowo-Techniczne
- Majsterkuję narzędziami EMA-COMBI 1980, Wydawnictwa Naukowo-Techniczne
- Sam obsługuję samochód 1969, 1972, 1978

proza
- Diabły drzemią na ścianach 1993, Dom Wydawniczy Rebis (zbiór opowiadań)

### Scenariusze
- Serial Śrubokręt i spółka, 1976
- Serial Pomysłowy Dobromir, 1973–1975
- Serial Pomysłowy wnuczek, 1984–1988[37]

## Nagrody i wyróżnienia
- Nagroda Prezesa Rady Ministrów za twórczość artystyczną dla dzieci i młodzieży oraz za działalność popularyzatorską w dziedzinie politechnizacji”[38]
- Nagroda Przewodniczącego Komitetu do spraw Radia i Telewizji (1965, 1968)[39]
- Medal Komisji Edukacji Narodowej[39]
- Krzyż „Za Zasługi dla ZHP”[40]
- Order Uśmiechu (21 marca 1974)[41][42][43]
- Nagroda literacka Stowarzyszenia Bibliotekarzy Polskich dla autora najpoczytniejszych książek w bibliotekach publicznych (1983)[44][6]
- Medal ZAiKS-u (2009)[45]

## Upamiętnienie
10 września 2021 w Szkole Podstawowej nr 1 w Czarnkowie, do której uczęszczał, otwarto klasę – Pracownię Techniki im. Adama Słodowego, w której zgromadzono narzędzia i pamiątki po konstruktorze.
25 października 2024 przy skrzyżowaniu ulic Tadeusza Kościuszki i Kościelnej w Czarnkowie uroczyście odsłonięto ławeczkę Adama Słodowego.